# Reaching Horizons
Reaching Horizons jest pierwszym demem brazylijskiej grupy power metalowej Angra.

## Lista utworów
1. Evil Warning (Matos, Bittencourt, Antunes) – 6:24
2. Time (Matos, Bittencourt) – 5:40
3. Reaching Horizons (Bittencourt) – 5:35
4. Carry On (Matos) – 6:35
5. Queen of The Night (Bittencourt) – 4:56
6. Angels Cry (Matos, Bittencourt) – 7:16
7. Don't Despair (Matos) – 5:11
8. Wuthering Heights (Kate Bush) – 5:10

### Wersja z 1997 roku
1. Carry On (Matos) – 6:34
2. Queen of The Night (Bittencourt) – 4:55
3. Angels Cry (Matos, Bittencourt) – 7:13
4. Time (Matos, Bittencourt) – 7:09
5. Evil Warning (Matos, Bittencourt, Antunes) – 6:22
6. Reaching Horizons (Bittencourt) – 5:32
7. Carry On (Matos) – 6:33
8. Don't Despair (Matos) – 5:09
9. Wuthering Heights (Kate Bush) – 5:09

## Twórcy
- André Matos — śpiew
- Kiko Loureiro — gitara
- Rafael Bittencourt — gitara rytmiczna
- Luís Mariutti — gitara basowa
- Marco Antunes — perkusja